# École nationale d'architecture (Maroc)
Pour les articles homonymes, voir ENA.
L'École nationale d'architecture (ENA) (arabe : المدرسة الوطنية للهندسة المعمارية) est un établissement public d'enseignement de l'architecture. Il est placé sous la tutelle du Ministère délégué auprès du Premier ministre chargé de l'habitat et de l'urbanisme. 
L'école est située à Al Irfane, dans l'arrondissement Agdal-Ryad de Rabat. 

## Présentation
L’ENA est un grand établissement public d’enseignement d’architecture reconnu au Maroc.  Il est placé sous la tutelle du Ministère délégué auprès du Premier ministre chargé de l’habitat et de l’urbanisme. Depuis sa création en 1980 à Rabat, l’ENA a assuré la formation de plus de 1700 architectes répartis sur l’ensemble du territoire national.
L’effectif des étudiants à l’ENA a doublé depuis sa création.  Et vu le besoin réel d’architectes pour contribuer à la mise en place de projets de développement  dans les quatre coins du Maroc,  la direction de l’ENA a décidé d’entreprendre la création  de 3 nouveaux sites. C’est ainsi que les annexes Fès et Tétouan  ont vu le jour en 2009. Quant à l’annexe Marrakech, elle a été lancée  en 2011 et l'annexe Agadir a été lancée en 2016
Les missions de l’ENA sont la formation, la recherche, la diffusion de la culture architecturale, la conduite d’études pour le compte des administrations publiques et la préparation et la délivrance du diplôme d’architecte, du Doctorat du diplôme d’Études Supérieures Approfondies (DESA).
L’école est localisée au campus universitaire de Madinat Al Irfane ; Elle dispose d’un site d’environ 1.6 Ha avec un bâti de 20 000 m² de surface hors œuvre nette.

## Contenu de la formation
Le cursus de l’ENA se répartit en 12 semestres, Comprenant des disciplines obligatoires et des disciplines optionnelles, l’enseignement est divisé en modules capitalisables. Le cursus relève de champs disciplinaires très variés :
- Théorie et pratique du projet
- Urbanisme et sciences de la ville
- Représentation et expression plastique
- Enseignement scientifique et technique
- Sciences humaines et sociales
- Enseignement des langues

## Formations continues
Face aux évolutions technologiques, réglementaires, économiques et sociales qui modifient au quotidien les conditions d’exercice du métier d’architecte, l’ENA dispense des formations continues qui contribuent au perfectionnement des professionnels du métier. La direction de la formation continue à assurer plusieurs formations dans divers domaines. Également elle a lancé en 2010 un diplôme d’université sur le renouvellement urbain et politiques de la ville au Maroc en partenariat avec l’université de Paris-Est Marne la vallée.

## Formations post diplômes
L’ENA propose des formations post diplôme spécialisées :
- Un Doctorat et un DESA au sein de l’UFR : « Habitat, Architecture et Urbanisation des Territoires » ; La formation du DESA dure deux années.
- Un Master d’Architecture, du Paysage et d’Aménagement du territoire : ce Master fut mis en place dans le cadre d’un partenariat entre l’ENA, l’Universita Mediterrana Degli Studi Reggio Calabria d’Italie, l’École supérieure d'architecture de Barcelone et l’Institut agronomique et vétérinaire Hassan-II de Rabat.
- Un diplôme supérieur d’architecture, du patrimoine et métiers du patrimoine dans le cadre d’un partenariat de l’ENA avec le centre des hautes études de Chaillot. Compte tenu du succès de la première édition de ce Master, la direction de l’ENA a reconduit cette formation.

## Moyens didactiques et de recherche
Un centre de documentation spécialisé   couvrant les domaines suivants : Architecture, art, design, paysage, art des jardins, urbanisme, ville, environnement, aménagement du territoire, habitat, patrimoine, construction… Il est constitué de :
- 10000 ouvrages, 2500 documents audiovisuels (diapositives, microfiches)
- 3 laboratoires didactiques équipés (Matériaux et structures, design, audiovisuel)
- Un centre informatique
- Un club Internet
- Un laboratoire de recherche en habitat architecture et urbanisation des territoires (LabHaut)
- Un laboratoire des Architectures en Terre
- Un laboratoire du Patrimoine et Métiers du Patrimoine

## ENA de Fès
Le 14 janvier 2009, une convention de partenariat a été signée à Fès, pour la création d’une annexe de l’École nationale d'architecture, entre l’ENA de Rabat représentée par son directeur, la Mairie de Fès et le Conseil Régional de l’Ordre des Architectes de Fès. Les locaux actuels de l’annexe ont été mis à la disposition de l’École Nationale d’Architecture par la mairie de Fès. Elle est installée au deuxième étage de la Bibliothèque Municipale de la ville de Fès.   Le 23 septembre 2009, les locaux ont été prêts à accueillir 16 étudiants inscrits et sélectionnés à l’ENA de Rabat. Un Atelier d’Architecture a débuté l’année universitaire ce jour même. L’inauguration officielle de l’ENA de Fès a eu lieu le 12 octobre 2009.

## Conditions d’accès
Formation initiale :
- Durée des études : 6 ans

- Conditions d’accès : bacheliers scientifiques, techniques ou économiques ou titulaires d’un diplôme équivalent, âgés de moins de 22 ans, ayant une mention très bien + concours écrit et oral après sélection sur dossier.

Masters spécialisés :
- Durée d’études : 4 semestres

- Conditions d’accès : l’accès est ouvert aux candidats titulaires du BAC+3 ou 4 conditionné par l’étude et l’approbation du dossier du candidat et entretien de motivation.